# Jan Buiskool (1875-1937)
Jan Buiskool (Heveskes (gem. Delfzijl), 17 januari 1875 - Groningen, 10 februari 1937) was een Nederlands predikant, burgemeester en rijksinspecteur van de werkverschaffing.
Buiskool, zoon van een hoofdonderwijzer, studeerde na zijn gymnasiumopleiding theologie in Groningen. Buiskool was achtereenvolgens predikant in de plaatsen Anloo, Holwerd, Dronrijp en Riet en Boer. In 1919 koos hij voor een functie in het openbaar bestuur en werd burgemeester van de Groningse gemeente Vlagtwedde; drie jaar later werd hij burgemeester van Delfzijl, een functie die hij tot zijn overlijden in 1937 zou blijven vervullen.
Naast zijn burgemeesterschap hield hij zich bezig met de bestrijding van werkloosheid in de provincie Groningen. In 1923 werd hij benoemd tot 'rijksinspecteur der werkverschaffing en steunverleening' voor de provincie Groningen.
Vanwege zijn harde en onverzettelijke houding ten opzichte van werklozen en de landbouwbonden werd hij ook wel de “Wreker” of de “Drijver” genoemd. Dat hij niet erg geliefd was onder werklozen blijkt uit het volgende lied, gezongen op de wijs van "Proletariërs aller landen":

Ver van huis, van vrouw en kinderen

Op Westerwolds grondgebied

Moet de werkman zwoegen, slaven

Daar zingt hij zijn wrekend lied.

Onder de knoet van Dominee Buiskool

En de vloek van Beerenbrouck

En de hele kapitale bende

Daar zucht hij zijn gruwelvloek.
— De Hel van Jipsinghuizen van Cees Stolk

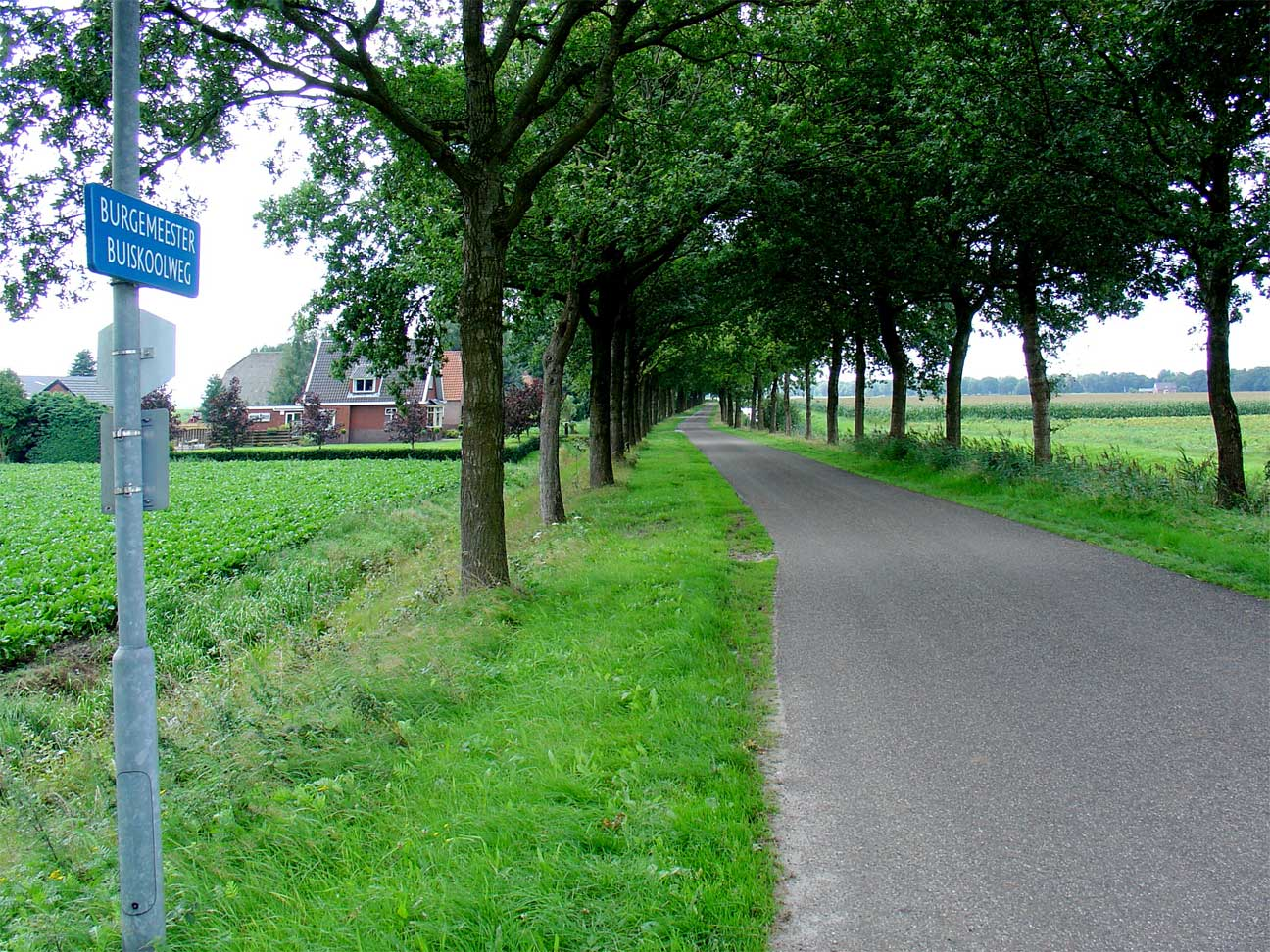
De Burgemeester Buiskoolweg in Over de Dijk

Na een kortstondige ziekte overleed Buiskool in 1937. Voor zijn begrafenis bestond massale belangstelling. De toeschouwers stonden rijen dik langs de route. Namens de regering werden waarderende woorden over zijn werk gesproken door de toenmalige minister van Sociale Zaken Marcus Slingenberg, die zijn werk typeerde als "zegenrijk voor de arbeidende bevolking".

## Trivia
- In de voormalige gemeente Vlagtwedde (thans de gemeente Westerwolde) is in Over de Dijk de circa 5 kilometer lange Burgemeester Buiskoolweg naar hem genoemd. Deze weg loopt dwars door het vroegere ontginningsgebied van Jipsinghuizen, door Cees Stolk de hel van Jipsinghuizen genoemd.
- In Delfzijl is in 1938 het Burgemeester Buiskoolplein naar hem vernoemd. Dat jaar werd ook het Jan Buiskoolmonument (een fontein) onthuld naar ontwerp van gemeentearchitect Cornelis Catharinus Jacobus Welleman en architect Albert van Dijk.

- International Standard Name Identifier: 0000 0003 9182 340X
- Nederlandse Thesaurus van Auteursnamen: 330169505
- Virtual International Authority File: 285751380